# Panhard & Levassor Type X31
Der Panhard & Levassor Type X31 ist ein Pkw-Modell der 1920er Jahre. Hersteller war Panhard & Levassor in Frankreich.

## Beschreibung
Die Fahrzeuge haben einen von Arthur Constantin Krebs entwickelten Ottomotor. Im Motorcode „SU4D2“ steht die „4“ für die Anzahl der Zylinder.
Der Vierzylinder-Reihenmotor hat 72 mm Bohrung, 140 mm Hub und 2280 cm³ Hubraum. Er wurde auch 12 CV genannt.
Der Radstand beträgt zwischen 277 cm und 313 cm, wobei eine Quelle für 1920 genau 289 cm angibt und eine andere für 1922 genau 284 cm.
Bekannt sind Aufbauten als Torpedo, Limousine, Coupé und Kastenwagen.
Die Produktion lief von September 1920 bis September oder Dezember 1922. In den einzelnen Kalenderjahren wurden 178, 709 und 489 Fahrzeuge hergestellt. In Summe sind das 1376 Fahrzeuge, von denen 206 exportiert wurden.
Der Type X19 war der Vorgänger. Nachfolger wurde der Type X39.